# Хон Пён Чу Пётр
Хон Пён Чу Пётр или Пётр Хон (кор. 홍병주 베드로, 1799 г., Сосан, провинция Чхунчхон-Намдо, Корея — 31.01.1840 г., Сеул, Корея) — святой Римско-Католической Церкви, мученик.

## Биография
Пётр Хон был внуком мученика Хон Нан Мина, погибшего в 1801 году и племянником другого мученика Протасия Хона, который принял мученическую смерть в 1839 году. Вместе со своим братом Павлом Хон он занимался катехизацией и благотворительностью в местной католической общине. Во время преследования католиков он предоставлял свой дом для католических миссионеров.
Пётр Хон был арестован вместе со своим братом и подвергнут пыткам с целью добиться от него отречения от католичества.
Пётр Хон был казнён через обезглавливание в Сеуле 31 января 1840 года вместе с Марией Ли, Магдаленой Сон, Агатой Ли, Августином Пак и Агатой Квон.
Его брат Павел Хон был казнён на следующий день 1 февраля 1840 года.

## Прославление
Пётр Хон был беатифицирован 5 июля 1925 года Римским Папой Пием XI и канонизирован 6 мая 1984 года Римским Папой Иоанном Павлом II вместе с группой 103 корейских мучеников.
День памяти в Католической Церкви — 20 сентября.

## Источник
- Catholic Bishops’ Conference of Korea Newsletter No. 69 (Winter 2009) (англ.)